# Regione Metropolitana di Santiago
La Regione Metropolitana di Santiago (in spagnolo Región Metropolitana de Santiago) anche chiamata RM è una regione del Cile centrale, comprende la capitale Santiago ed è la regione più popolosa del Paese.

## Province
- Santiago
- Chacabuco
- Cordillera
- Maipo
- Melipilla
- Talagante

## Geografia antropica

### Suddivisioni amministrative
| Provincia  | Capoluogo    | Comune                 |
| ---------- | ------------ | ---------------------- |
| Chacabuco  | Colina       | 1 Colina               |
| Chacabuco  | Colina       | 2 Lampa                |
| Chacabuco  | Colina       | 3 Tiltil               |
| Cordillera | Puente Alto  | 4 Pirque               |
| Cordillera | Puente Alto  | 5 Puente Alto          |
| Cordillera | Puente Alto  | 6 San José de Maipo    |
| Maipo      | San Bernardo | 7 Buin                 |
| Maipo      | San Bernardo | 8 Calera de Tango      |
| Maipo      | San Bernardo | 9 Paine                |
| Maipo      | San Bernardo | 10 San Bernardo        |
| Melipilla  | Melipilla    | 11 Alhué               |
| Melipilla  | Melipilla    | 12 Curacaví            |
| Melipilla  | Melipilla    | 13 María Pinto         |
| Melipilla  | Melipilla    | 14 Melipilla           |
| Melipilla  | Melipilla    | 15 San Pedro           |
| Santiago   | Santiago     | 16 Cerrillos           |
| Santiago   | Santiago     | 17 Cerro Navia         |
| Santiago   | Santiago     | 18 Conchalí            |
| Santiago   | Santiago     | 19 El Bosque           |
| Santiago   | Santiago     | 20 Estación Central    |
| Santiago   | Santiago     | 21 Huechuraba          |
| Santiago   | Santiago     | 22 Independencia       |
| Santiago   | Santiago     | 23 La Cisterna         |
| Santiago   | Santiago     | 24 La Florida          |
| Santiago   | Santiago     | 25 La Granja           |
| Santiago   | Santiago     | 26 La Pintana          |
| Santiago   | Santiago     | 27 La Reina            |
| Santiago   | Santiago     | 28 Las Condes          |
| Santiago   | Santiago     | 29 Lo Barnechea        |
| Santiago   | Santiago     | 30 Lo Espejo           |
| Santiago   | Santiago     | 31 Lo Prado            |
| Santiago   | Santiago     | 32 Macul               |
| Santiago   | Santiago     | 33 Maipú               |
| Santiago   | Santiago     | 34 Ñuñoa               |
| Santiago   | Santiago     | 35 Pedro Aguirre Cerda |
| Santiago   | Santiago     | 36 Peñalolén           |
| Santiago   | Santiago     | 37 Providencia         |
| Santiago   | Santiago     | 38 Pudahuel            |
| Santiago   | Santiago     | 39 Quilicura           |
| Santiago   | Santiago     | 40 Quinta Normal       |
| Santiago   | Santiago     | 41 Recoleta            |
| Santiago   | Santiago     | 42 Renca               |
| Santiago   | Santiago     | 43 San Joaquín         |
| Santiago   | Santiago     | 44 San Miguel          |
| Santiago   | Santiago     | 45 San Ramón           |
| Santiago   | Santiago     | 46 Santiago            |
| Santiago   | Santiago     | 47 Vitacura            |
| Talagante  | Talagante    | 48 El Monte            |
| Talagante  | Talagante    | 49 Isla de Maipo       |
| Talagante  | Talagante    | 50 Padre Hurtado       |
| Talagante  | Talagante    | 51 Peñaflor            |
| Talagante  | Talagante    | 52 Talagante           |